# 東城村 (千葉県)
東城村（とうじょうむら）とは、千葉県香取郡にかつて存在した村である。
東庄町立東城小学校などにその名をとどめる。

## 地理
- 現在の東庄町の南部に位置する。
- 村域は台地と平地が入り組む谷戸が多い地形になっている。

## 歴史
村名は小南に中世東氏の古城址があることに由来する。

### 沿革
- 1889年（明治22年）4月1日 - 町村制施行に伴い、小南村、粟野村、小座村、八重穂村、夏目村が合併して香取郡東城村発足。
- 1955年（昭和30年）7月20日 - 東城村は笹川町、橘村、神代村とともに合併し、東庄町を新設。同日東城村廃止。

変遷表
| 1868年 以前 | 1868年 以前 | 明治22年 4月1日 | 昭和30年 7月20日 | 現在   |
| ----------- | ----------- | --------------- | ---------------- | ------ |
|             | 小南村      | 東城村          | 東庄町           | 東庄町 |
|             | 粟野村      | 東城村          | 東庄町           | 東庄町 |
|             | 小座村      | 東城村          | 東庄町           | 東庄町 |
|             | 八重穂村    | 東城村          | 東庄町           | 東庄町 |
|             | 夏目村      | 東城村          | 東庄町           | 東庄町 |

## 人口・世帯

### 人口
総数 [単位： 人]
| 1891年（明治24年） | 2,610 |
| 1903年（明治36年） | 2,890 |
| 1920年（大正 9年） | 2,830 |
| 1930年（昭和 5年） | 2,984 |
| 1940年（昭和15年） | 3,048 |
| 1955年（昭和30年） | 3,623 |

### 世帯
総数 [単位： 世帯]
| 1955年（昭和30年） | 553 |

## 名所・旧跡
- 福聚寺